# 龍岩寺 (足立区)
龍岩寺（りゅうがんじ）は、東京都足立区にある浄土宗の寺院。

## 歴史
創建年代は不明であるが、了門によって開山された。武蔵国埼玉郡垳村（現・埼玉県八潮市垳）の常然寺の末寺として創建されたのが由来である。
本尊は阿弥陀如来で、「足立の新六阿弥陀」の一つとなっている。また当寺には観音菩薩像があり、母子の健康を祈るために、毎年10月14日・15日に祭礼が執り行われている。

## 交通アクセス
- 北綾瀬駅より徒歩17分（経路案内）。
- 六町駅より徒歩20分（経路案内）。